# Šola za risanje in slikanje
Šola za risanje in slikanje v Ljubljani je prvi slovenski samostojni visokošolski zavod, ki izvaja javnoveljavni dodiplomski študij slikarstva - temelj vseh vizualnih praks. Trenutno je edina slovenska in ena od redkih evropskih visokih šol, ki izvaja štiriletni dodiplomski študij.
Predavatelji
- Kiki Klimt
- Polona Loborec
- dr. Ernest Ženko
- Zlatjan Čučkov
- Mladen Jernejec
- Boštjan Novak
- Handi Behrič
- Domen Kotnik
- Teo Spiller
- Ana Vidmar